# Vespertilionini
Vespertilionini es una tribu de murciélagos microquirópteros perteneciente a la familia Vespertilionidae. Esta tribu agrupa a diversos géneros de murciélagos con una distribución amplia que abarca principalmente América, África, Asia y Oceanía. Los miembros de esta tribu se caracterizan por su adaptación a la caza nocturna mediante ecolocación y su preferencia por hábitats variados, que incluyen bosques, zonas urbanas y áreas de matorral.

## Géneros
La tribu Vespertilionini comprende los siguientes géneros:
- Chalinolobus, Peters, 1866
- Eudiscopus, Conisbee, 1953
- Falsistrellus, Troughton, 1943
- Glauconycteris, Dobson, 1875
- Histiotus, Gervais, 1856
- Hypsugo, Kolenati, 1856
- Ia, Thomas, 1902
- Laephotis, Thomas, 1901
- Mimetillus, Thomas, 1904
- Neoromicia, Roberts, 1926
- Philetor, Thomas, 1902
- Tylonycteris, Peters, 1872
- Vespadelus, Troughton, 1943
- Vespertilio, Linneo, 1758

## Distribución y Hábitat
Los géneros dentro de la tribu Vespertilionini tienen una amplia distribución en varios continentes y ocupan hábitats que van desde zonas boscosas y montañosas hasta áreas urbanas. Los murciélagos de esta tribu son insectívoros y utilizan la ecolocación para cazar sus presas en vuelo.

## Conservación
Algunas especies de esta tribu están catalogadas en diversos estados de conservación debido a factores como la pérdida de hábitat, la perturbación de refugios y el uso de pesticidas. La Lista Roja de la UICN evalúa cada especie individualmente para determinar su estado de amenaza.